# Bradley Page
Bradley Page (* 8. September 1901 in Seattle, Washington; † 8. Dezember 1985 in Brookings, Oregon) war ein US-amerikanischer Schauspieler.

## Leben
Bradley Page wurde 1901 in Seattle, im US-Bundesstaat Washington geboren. Er spielte von 1931 bis 1943 in mehr als 100 Filmen.

## Filmografie
- 1931: Vollblut (Sporting Blood)
- 1931: X Marks the Spot
- 1932: The Final Edition
- 1932: Love Affair
- 1932: The Wet Parade
- 1932: Attorney for the Defense
- 1932: They Call It Sin
- 1932: Night After Night
- 1932: Sundown Rider
- 1933: Goldie Gets Along
- 1933: From Hell to Heaven
- 1933: Love Is Dangerous
- 1933: Central Airport
- 1933: Die Hölle aus Stahl (Hell Below)
- 1933: Song of the Eagle
- 1933: The Life of Jimmy Dolan
- 1933: Revolution der Jugend (This Day and Age)
- 1933: Stage Mother
- 1933: Broken Dreams
- 1933: Hold the Press
- 1933: The Chief
- 1933: From Headquarters
- 1933: Blood Money
- 1933: Before Midnight
- 1933: East of Fifth Avenue
- 1933: Shadows of Sing Sing
- 1934: Search for Beauty
- 1934: Sechs von einer Sorte (Six of a Kind)
- 1934: The Fighting Ranger
- 1934: Good Dame
- 1934: Looking for Trouble
- 1934: The Crime of Helen Stanley
- 1934: I Hate Women
- 1934: He Was Her Man
- 1934: Hell Bent for Love
- 1934: Name the Woman
- 1934: Once to Every Bachelor
- 1934: Million Dollar Ransom
- 1934: Take the Stand
- 1934: Against the Law
- 1934: 1929 – Manhattan N.Y. (Gentlemen Are Born)
- 1934: One Hour Late
- 1935: The Best Man Wins
- 1935: Red Hot Tires
- 1935: Shadow of Doubt
- 1935: The Nut Farm
- 1935: The Unwelcome Stranger
- 1935: Baby Face Harrington
- 1935: Mister Dynamite
- 1935: The Texas Rambler
- 1935: Chinatown Squad
- 1935: Champagne for Breakfast
- 1935: Cheers of the Crowd
- 1935: The Public Menace
- 1935: Cappy Ricks Returns
- 1935: King Solomon of Broadway
- 1935: Forced Landing
- 1936: Woman Trap
- 1936: Three of a Kind
- 1936: Eine Prinzessin für Amerika (The Princess Comes Across)
- 1936: Two in a Crowd
- 1936: Wedding Present
- 1936: Ellis Island
- 1937: Woman-Wise
- 1937: Don’t Tell the Wife
- 1937: Trouble in Morocco
- 1937: Her Husband Lies
- 1937: Die Frau des Banditen (The Outcasts of Poker Flat)
- 1937: There Goes My Girl
- 1937: Fifty Roads to Town
- 1937: You Can’t Beat Love
- 1937: Super-Sleuth
- 1937: The Toast of New York
- 1937: Hideaway
- 1937: Music for Madame
- 1938: Crashing Hollywood
- 1938: Night Spot
- 1938: Go Chase Yourself
- 1938: Crime Ring
- 1938: The Affairs of Annabel
- 1938: Fugitives for a Night
- 1938: Annabel Takes a Tour
- 1938: The Law West of Tombstone
- 1939: Twelve Crowded Hours
- 1939: Fixer Dugan
- 1940: Cafe Hostess
- 1940: Enemy Agent
- 1940: Girl from Havana
- 1940: Beyond the Sacramento
- 1941: Scattergood Baines
- 1941: Footlight Fever
- 1941: Die Marx Brothers im Kaufhaus (The Big Store)
- 1941: Scattergood Meets Broadway
- 1941: Badlands of Dakota
- 1941: Roaring Frontiers
- 1941: Mr. District Attorney in the Carter Case
- 1942: Freckles Comes Home
- 1942: The Bugle Sounds
- 1942: Top Sergeant
- 1942: Sons of the Pioneers
- 1942: Isle of Missing Men
- 1942: King of the Mounties
- 1942: War Dogs
- 1942: The Traitor Within
- 1943: Silent Witness
- 1943: Verhängnisvolle Reise (Sherlock Holmes in Washington)
- 1943: What’s Buzzin’, Cousin?
- 1943: Find the Blackmailer